# ローラン・トベル
ローラン・トベル（Laurent Tobel　1975年6月25日-）は　フランスのフィギュアスケート選手、プロフィギュアスケーター、アイスショープロデューサー。

## 来歴
ローラン・トベルは異色のスケーターである。まず第一に身長が190cmもあり、振り付けはコメディが中心でまるでサーカスのようである。

### 幼少時からシニアまで
3歳から姉と一緒にスケートをはじめる。そしてすぐに競技会にでるようになる。

1984年と1985年の2年はフランス国内選手権のノービスクラスで優勝する。

1987年には12歳になり、世界ジュニアフィギュアスケート選手権で12位になる。

1988年には3回転をマスターしてフィリップ・キャンデロロに次いで、ジュニア国内選手権で2位になる。その年に身長が急激に伸びて、8インチ（＝20cm）も身長が高くなる。ローランは「身長が伸びたのでアイスホッケーかサッカーの方が身長を活かせて有利になる。バスケットなら身長の高さはアドバンテージになるけれどもフィギュアスケートでは不利になるのでは」と思った

1989年から1992年までの4年間は怪我に悩まされた。

シャンピニー・シュル・マルヌのリンクでコーチのアニック・デュモン（＝アニック・ゲヤゲ）とペーター・トレントから指導を受けて競技会に復帰する。

1993年のフランス国内選手権では10位になる。同世代に、フィリップ・キャンデロロやエリック・ミローがいたので、彼らが引退するまで優勝するのを待たねばならなかった。

### 1996-1997シーズン
96-97シーズンにはさまざまな国際大会にでるようになる。まず1996年11月のラリック杯では6位にはいる。彼はこの結果に自身をつけて、12月のフランス国内選手権に挑む。国内選手権では3位になり、1位は実力者のフィリップ・キャンデロロ、2位の新鋭ティエリー・セレス、そして3位がローラン。世界選手権の枠は2枠であり、本来ならローランは派遣されないはずであったが、セレスがヨーロッパフィギュアスケート選手権で19位の惨敗を喫したため、フランスフィギュアスケート連盟はローランをキャンデロロとともにスイス・ローザンヌの1997年世界選手権に派遣することに決めた。（注：ヨーロッパでは世界選手権よりも伝統のあるヨーロッパフィギュアスケート選手権が大変重要視されており、そこで酷い成績を残すと世界選手権派遣が取り消される事がしばしばある。）初出場で13位という成績を残し、観客から拍手大喝采を浴びた。ピンク・パンサーの曲にのせたコミカルな演技で一躍有名になった。

### 1997-1998シーズン
97-98シーズンはまずはロシア杯に出場し、前年のラリック杯同様、6位にはいる。フランス国内選手権では前年よりも順位を上げて2位になる。（1位はティエリー・セレス）これは、キャンデロロが風邪を引いて、ショートプログラムを終わった時点で棄権したためである。2位ではあったが、フランスの持つ世界選手権とヨーロッパ選手権の派遣枠は2つしかない。1つはキャンデロロ。もうひとつは1位になったセレスである。そして、長野オリンピックの枠は1つしかなく、そこにはキャンデロロ派遣が決まった。結局ローランはオリンピックへ行くことができなかった。

しかしキャンデロロが長野オリンピックで銅メダルを獲得し、プロに転向したためローランは1998年ミネアポリスの世界選手権に派遣されることになった。順位を前年の世界選手権より落として16位に終わる。

### 1998-1999シーズン
98-99シーズンは2つのグランプリシリーズに出場。スケートアメリカで6位、ラリック杯で5位になる。そしてフランス国内選手権でついに優勝する。これで初めてヨーロッパ選手権に派遣されることになる。1999年プラハで行われたヨーロッパ選手権では今までで最も良い出来で初出場にもかかわらず5位に入賞。つづく3月のヘルシンキでの世界選手権のフリープログラムでは3回転アクセル-3回転トゥループ、3回転フリップ-3回転トゥループの難しいコンビネーションを2つ成功させ、さらに単独の3機転アクセルも成功し、全てのジャンプをクリーンに降りて8位に入賞し、彼の選手生活の中で最も良いパフォーマンスになった。ローランは2002年ソルトレイクオリンピックへの夢を持ち始めていた。

### 1999-2000シーズン
例年どおりにシーズンがはじまり、スケートカナダで6位、ラリック杯では表彰台まであと一歩の4位まで上り詰めた。しかし成功もここまでだった。フランス国内選手権では5位。国内選手権が5位ではヨーロッパ選手権も世界選手権にも派遣されない。ローランはまだ現役を続けることを考えていた。

### 2000-2001シーズン
シーズン始めから膝の痛みに悩まされてラリック杯を欠場。それでも痛みをおしてNHK杯に出場するも最下位の12位に終わる。フランス国内選手権では前年と同じ5位。そこで彼はアマチュアを辞めてプロへいくことを決心した。2001年1月に引退を発表。最終的にオリンピックへいくことは無かった。

## プロとしてのキャリア
プロに転向したローランはフィギュアのガラ大会に出場する。ガラではショー要素が大きく、彼はトレードマークのコメディ的なパフォーマンスをみせた。

2006年の4月から6月まではイタリアのテレビ番組ショーの"Notti sul ghiacco"(=Night on Ice,氷の上の夜）に出演。これは北米でもやっているドキュメンタリー番組で、プロフィギュアスケーターとセレブを1組のペアにして、競わせるものである。ローランは2006年ミスイタリアのEdelfa Chiara Masciotta と組んで彼女にスケートを教え、決勝までいった。優勝は他の組に譲った。

2006年の終わりにはアイスショーのプロデューサーとしてのキャリアを始める。沢山のパートナーとアイスショー会社を立ち上げ「ローラントベルエンターテイメント」を設立。アマチュア時代の経験もここで生かされる

現在彼はイタリアのミラノ近郊のロンバルディアのバレーゼに在住。2002年に父親になり2児の父である。

### スケート技術
190cmという長身にもかかわらず、6種類の3回転を高い確率で成功させる。3回転アクセルをプログラムに2つ組み込み、また3回転ルッツ-3回転トゥループ、3回転フリップ-3回転トゥループという難しいコンビネーションも成功させている。

手足が長いのでジャンプを降りたときに両腕を横に開くとそれだけで独特の大きさを感じさせる。

彼の最大の武器はジャンプの正確さとプロのアイスショーのような表現・演技を盛大に盛り込んだコミカルなプログラムである。しかめっ面をしたり、どたばたと走り出したり、パントマイムをしたりおおよそフィギュアスケートらしくない動作も演技として魅せている

## 戦歴
| Event                | 88-89 | 89-90 | 90-91 | 91-92 | 92-93 | 93-94 | 94-95 | 95-96 | 96-97 | 97-98 | 98-99 | 99-00 | 00-01 |
| -------------------- | ----- | ----- | ----- | ----- | ----- | ----- | ----- | ----- | ----- | ----- | ----- | ----- | ----- |
| 世界選手権           |       |       |       |       |       |       |       |       | 13    | 16    | 8     |       |       |
| 欧州選手権           |       |       |       |       |       |       |       |       |       |       | 5     |       |       |
| フランス選手権       |       |       | 13    |       | 10    |       | 8     | 5     | 3     | 2     | 1     | 5     | 5     |
| 世界ジュニア         | 12    |       |       |       |       |       |       |       |       |       |       |       |       |
| スケートアメリカ     |       |       |       |       |       |       |       |       |       |       | 6     |       |       |
| スケートカナダ       |       |       |       |       |       |       |       |       |       | 5     |       | 6     |       |
| ラリック杯           |       |       |       |       |       |       |       |       | 6     |       | 5     | 4     |       |
| ロシア杯             |       |       |       |       |       |       |       |       |       | 6     |       |       |       |
| NHK杯                |       |       |       |       |       |       |       |       |       |       |       |       | 12    |
| オンドレイメモリアル |       |       |       |       |       |       |       |       |       |       | 1     |       |       |